# Pericrocotus albifrons
Pericrocotus albifrons (лат.) — вид личинкоедовых птиц, относящийся к роду длиннохвостых личинкоедов. Подвидов не выделяют. Эндемик Мьянмы, Международным союзом охраны природы причисляется к видам, близким к уязвимому положению.

## Систематика
Вид впервые описан британским натуралистом Томасом Джердоном в 1862 году. В части научных источников (в том числе в 1990-е годы) Pericrocotus albifrons рассматривался как синоним другого, описанного тем же автором ранее, вида того же рода — Pericrocotus erythropygius, но в современных источниках они трактуются как отдельные виды.

## Внешний вид и образ жизни
Длина тела от 14,5 до 16 см. Самцы сверху чёрные, с белыми бровью и лбом и белыми отметинами на крыльях. Нижняя часть тела белая, с оранжевым пятном на груди. Центральная часть надхвостья также оранжевая. Самки со спины тусклые буровато-серые от макушки до хвоста, нижняя часть тела белая с серым отливом на груди. Молодые особи окраской схожи с самками, но с более пёстрыми макушкой, затылком и спиной благодаря чёрным отметинам ближе к концам перьев. Кончики кроющих перьев на крыльях белые. Молодые самцы приобретают взрослый цвет оперения в первую зиму.
Голос — разнообразные мелодичные высокие ноты, в «Полевом определителе птиц Юго-Восточной Азии» передаваемые как «thi, tuee, chi, tschi, tchu-it» и т. д. Приветственный крик — мягкое «tchip».
Ведёт оседлый наземный образ жизни. Живёт парами или небольшими стайками. Естественная среда обитания — полупустыни с сухими, часто колючими кустарниками и редкими деревьями. Гнездо — маленькая аккуратная чашечка на кусте или невысоком дереве в 1—2 метрах над землёй. В кладке 3 серовато-бурых яйца размерами 17,3 × 13,7 мм с продольными тёмно-коричневыми прожилками поверх более бледных голубовато-серых прожилок.

## Распространение и охранный статус
Эндемик Мьянмы, встречающийся в равнинной части страны (центр и юг). Площадь ареала оценивается в 163 тысячи км², в которые входит несколько охраняемых природных территорий.
Частота наблюдений P. albifrons постепенно уменьшается, что, возможно, связано с окультуриванием земель, представляющих его естественную среду обитания. Вид, ранее считавшийся многочисленным, к XXI веку рассматривается как значительно более редкий. В связи с этим Международный союз охраны природы присвоил ему статус вида, близкого к уязвимому положению.